# Діана Дурайнш
Діана Дурайнш (порт. Diana Durães, 8 червня 1996) — португальська плавчиня.